# 連邦公文書館
連邦公文書館（れんぽうこうぶんしょかん、Bundesarchiv, BArch）は、ドイツ連邦共和国の国立公文書館である。

## ウィキペディアへの寄贈
2008年12月4日、ドイツ連邦公文書館は10万枚の歴史的な画像をウィキメディア財団に提供したことを明らかにした。これにはワイマール共和国やドイツの植民地、第三帝国、再統一後のドイツのものが含まれる。